# حزب حمایت جانوران
حزب حمایت جانوران Animal Protection Party (APP) یک حزب سیاسی بود که در سال ۲۰۰۶ در انگلستان بنیان‌گذاری شد تا دیدگاه حقوق حیوانات را نمایندگی کند. در انتخابات عمومی سال ۲۰۱۰ چهار نامزد داشت. این حزب در سال ۲۰۱۶ منحل و از ثبت رسمی خارج شد.